# Colin Kenny
Colin Kenny (Dublin,  4 de dezembro de 1888 — Los Angeles, 2 de dezembro de 1968) foi um ator de cinema irlandês. Ele apareceu em 260 filmes entre 1918 e 1965.

## Filmografia selecionada
- Tarzan of the Apes (1918) - William Cecil Clayton
- The Romance of Tarzan (1918) - Clayton
- Unexpected Places (1918) - Lord Harold Varden
- The Romance of Tarzan (1918) - Clayton
- The Wishing Ring Man (1919) - Allen Harrington
- Upstairs (1919) - George
- The Girl from Outside (1919) - The Magpie
- Toby's Bow (1919) - Bainbridge
- The Triflers (1920) - Mr. Whitaker
- The Last Straw (1920) - Dick Hilton
- Blind Youth (1920) - Henry Monnier
- Darling Mine (1920)
- 813 (1920) - Gerard Beaupre
- Black Beauty (1921) - George Gordon
- Hearts of Youth (1921) - Lord Vincent
- The Fighting Lover (1921) - Vic Ragner
- Little Lord Fauntleroy (1921) - Bevis
- Watch Your Step (1922) - Jack Allen
- Seeing's Believing (1922) - Mr. Reed
- They Like 'Em Rough (1922) - Waddie
- The Ladder Jinx (1922) - Richard Twing
- The Egg (1922, Short) - Gerald Stone
- The Weak-End Party (1922, Short) - Monocle Charley
- Her Dangerous Path (1923) - Stanley Fleming
- Dorothy Vernon of Haddon Hall (1924) - Dawson
- Silent Pal (1925) - Randall Phillips
- Adam's Apple (1928) - Husband
- The Clue of the New Pin (1929) - Insp. Carver
- Grumpy (1930) - Dawson
- Movie Crazy (1932) - Man Leaving Men's Room (uncredited)
- Afraid to Talk (1932) - Dignitary on Dais (uncredited)
- Cynara (1932) - Officer at Inquest (uncredited)
- The Kiss Before the Mirror (1933) - Court Clerk (uncredited)
- One Man's Journey (1933) - Doctor at Banquet
- Design for Living (1933) - Theatre Patron (uncredited)
- Alice in Wonderland (1933) - The Clock (uncredited)
- Long Lost Father (1934) - Nightclub Patron (uncredited)
- The Mystery of Mr. X (1934) - Constable (uncredited)
- Sisters Under the Skin (1934) - Attendant
- The World Moves On (1934) - Officer at Wedding Reception (uncredited)
- One More River (1934) - Minor Role (uncredited)
- The Party's Over (1934) - Elevator Starter (uncredited)
- A Lost Lady (1934) - Ormsby's Butler (uncredited)
- The Painted Veil (1934) - Englishman (uncredited)
- Limehouse Blues (1934) - Minor Role (uncredited)
- The Man Who Reclaimed His Head (1934) - French Citizen (uncredited)
- Clive of India (1935) - Old Soldier (uncredited)
- Black Sheep (1935) - Ship's Officer (uncredited)
- Bonnie Scotland (1935) - Black Watch Officer (uncredited)
- The Dark Angel (1935) - Officer at Station (uncredited)
- Charlie Chan in Shanghai (1935) - Reporter (uncredited)
- Kind Lady (1935) - Scotland Yard man #2 (uncredited)
- Captain Blood (1935) - Lord Chester Dyke
- Till We Meet Again (1936) - English Artillery Officer (uncredited)
- Charlie Chan at the Race Track (1936) - Judge (uncredited)
- Thank You, Jeeves! (1936) - Burton (uncredited)
- The Charge of the Light Brigade (1936) - Maj. Anderson (uncredited)
- The Plough and the Stars (1936) - Minor Role (uncredited)
- Maid of Salem (1937) - Hunter (uncredited)
- The Prince and the Pauper (1937) - Watchman #2 (uncredited)
- London by Night (1937) - Scotland Yard Detective (uncredited)
- Souls at Sea (1937) - Military Guard (uncredited)
- The Firefly (1937) - English General (uncredited)
- Bulldog Drummond Comes Back (1937) - Policeman (uncredited)
- Bulldog Drummond's Revenge (1937) - Henchman (uncredited)
- Murder Is News (1937) - Inspector Fitzgerald
- The Adventures of Robin Hood (1938) - Sir Baldwin
- Kidnapped (1938) - Clansman (uncredited)
- Booloo (1938) - Radio operator
- Mysterious Mr. Moto (1938) - Phony Policeman (uncredited)
- A Christmas Carol (1938) - (uncredited)
- Torchy Blane in Chinatown (1939) - Mourner at Burial Service (uncredited)
- The Gracie Allen Murder Case (1939) - Nightclub Patron (uncredited)
- Man About Town (1939) - English Bobby in Fog (uncredited)
- The Oregon Trail (1939, Serial) - Slade - Morgan Henchman
- Pack Up Your Troubles (1939) - Capt. Benson (uncredited)
- Raffles (1939) - Bobby (uncredited)
- Tower of London (1939) - Soldier (uncredited)
- We Are Not Alone (1939) - George
- The Light That Failed (1939) - Doctor #2 (uncredited)
- The Earl of Chicago (1940) - Sergeant (uncredited)
- The Green Hornet (1940, Serial) - Police Dispatcher (uncredited)
- The Invisible Man Returns (1940) - Plainclothesman (uncredited)
- Vigil in the Night (1940) - Court Bailiff (uncredited)
- The House of the Seven Gables (1940) - Court Bailiff (uncredited)
- The Sea Hawk (1940) - Officer (uncredited)
- The Man I Married (1940) - Reporter at Nazi Rally (uncredited)
- Captain Caution (1940) - Jim - English Ship's Brig Officer (uncredited)
- Foreign Correspondent (1940) - Doctor (uncredited)
- City for Conquest (1940) - Al's Pal (uncredited)
- South of Suez (1940) - Gatekeeper (uncredited)
- Free and Easy (1941) - Gambler (uncredited)
- Rage in Heaven (1941) - Restaurant Patron / Court Bailiff (uncredited)
- Scotland Yard (1941) - Air Raid Warden (uncredited)
- Ziegfeld Girl (1941) - Croupier (uncredited)
- Dr. Jekyll and Mr. Hyde (1941) - Constable (uncredited)
- Confirm or Deny (1941) - Minor Role (uncredited)
- On the Sunny Side (1942) - BBC Radio Technician (uncredited)
- This Above All (1942) - WAAF Supply Officer (uncredited)
- Mrs. Miniver (1942) - Policeman (uncredited)
- Eagle Squadron (1942) - Fire Warden (uncredited)
- The Pride of the Yankees (1942) - Yankee Player on Train (uncredited)
- Tales of Manhattan (1942) - Concertgoer (Laughton sequence) (uncredited)
- Destination Unknown (1942) - Hotel clerk (uncredited)
- Thunder Birds (1942) - Townsman (uncredited)
- Journey for Margaret (1942) - Steward (uncredited)
- Random Harvest (1942) - Workman (uncredited)
- Sherlock Holmes and the Secret Weapon (1942) - Scotland Yard Detective (uncredited)
- Keeper of the Flame (1943) - Reporter (uncredited)
- Sherlock Holmes in Washington (1943) - Hotel Doorman (uncredited)
- Mission to Moscow (1943) - Parade Soldier Spectator (uncredited)
- The Leopard Man (1943) - Nightclub Patron (uncredited)
- Two Tickets to London (1943) - Gordon (uncredited)
- The Constant Nymph (1943) - Party Guest (uncredited)
- Best Foot Forward (1943) - Party Guest (uncredited)
- The Falcon and the Co-eds (1943) - Audience Member at Bluecliff Festival (uncredited)
- Around the World (1943) - Dock Worker (uncredited)
- The Heat's On (1943) - Nightclub Patron (uncredited)
- The Lodger (1944) - Plainclothesman (uncredited)
- Up in Arms (1944) - Theatre Patron (uncredited)
- Ministry of Fear (1944) - Scotland Yard Man (uncredited)
- Meet the People (1944) - Boat Christening Witness (uncredited)
- The Canterville Ghost (1944) - Nobleman (uncredited)
- The Pearl of Death (1944) - Security Guard (uncredited)
- None but the Lonely Heart (1944) - Policeman Outside (uncredited)
- The Princess and the Pirate (1944) - First Mate on the 'Mary Ann' (uncredited)
- Jungle Queen (1945, Serial) - Constable (uncredited)
- Boston Blackie Booked on Suspicion (1945) - Book Auction Customer (uncredited)
- The Brighton Strangler (1945) - Inspector (uncredited)
- Week-End at the Waldorf (1945) - Party Guest (uncredited)
- The Dolly Sisters (1945) - Speakeasy Table Member (uncredited)
- Kitty (1945) - Mr. Thickness (uncredited)
- She Went to the Races (1945) - Racetrack Spectator (uncredited)
- The Stork Club (1945) - Nightclub Patron (uncredited)
- Three Strangers (1946) - Alfred - Innkeeper / Bartender (uncredited)
- Terror by Night (1946) - Constable (uncredited)
- Deadline at Dawn (1946) - Birthday Party Table Guest (uncredited)
- The Kid from Brooklyn (1946) - Minor Role (uncredited)
- The Green Years (1946) - Registrar (uncredited)
- Two Sisters from Boston (1946) - Opera Patron (uncredited)
- The Dark Corner (1946) - Bartender (uncredited)
- Without Reservations (1946) - U.S. Senator / Train Passenger (uncredited)
- Don't Gamble with Strangers (1946) - Ship Passenger (uncredited)
- Night and Day (1946) - Doorman (uncredited)
- Of Human Bondage (1946) - Turnkey (uncredited)
- It Shouldn't Happen to a Dog (1946) - Bar and Grill Customer (uncredited)
- Crack-Up (1946) - Man at Art Lecture (uncredited)
- Deception (1946) - Concertgoer (uncredited)
- The Verdict (1946) - Sergeant (uncredited)
- Undercurrent (1946) - Man in Photo (uncredited)
- Criminal Court (1946) - Roberts (uncredited)
- The Locket (1946) - Wyndhams' Chauffeur (uncredited)
- California (1947) - Delegate (uncredited)
- My Brother Talks to Horses (1947) - Passenger on Trolley (uncredited)
- Monsieur Verdoux (1947) - Police Detective (uncredited)
- Calcutta (1947) - Police Officer (uncredited)
- Moss Rose (1947) - Cab Driver (uncredited)
- The Secret Life of Walter Mitty (1947) - Train Passenger (uncredited)
- Unconquered (1947) - Jailer (uncredited)
- Green Dolphin Street (1947) - Guest (uncredited)
- The Exile (1947) - Ross
- Mourning Becomes Electra (1947) - Policeman (uncredited)
- The Paradine Case (1947) - Juror (uncredited)
- If Winter Comes (1947) - Moving Man (uncredited)
- A Woman's Vengeance (1948) - Warder (uncredited)
- Big City (1948) - Lawyer (uncredited)
- The Hunted (1948) - Restaurant Table Extra (uncredited)
- So This Is New York (1948) - Race Track Spectator (uncredited)
- Johnny Belinda (1948) - Man Reciting Lord's Prayer (uncredited)
- An Innocent Affair (1948) - Nightclub Patron (uncredited)
- Kiss the Blood Off My Hands (1948) - Thomas Widgers, Innkeeper (uncredited)
- Unfaithfully Yours (1948) - Concert Attendee (uncredited)
- That Wonderful Urge (1948) - Courtroom Spectator (uncredited)
- Command Decision (1948) - Elevator Passenger (uncredited)
- The Fighting O'Flynn (1949) - Officer (uncredited)
- Any Number Can Play (1949) - Casino Patron (uncredited)
- The Secret of St. Ives (1949) - Tribunal Judge (uncredited)
- Reign of Terror (1949) - Patriot (uncredited)
- Johnny Stool Pigeon (1949) - Porter (uncredited)
- White Heat (1949) - Prison Guard (uncredited)
- Challenge to Lassie (1949) - Bailiff (uncredited)
- That Forsyte Woman (1949) - Constable (uncredited)
- Montana (1950) - Townsman (uncredited)
- Francis (1950) - Officer at Plane Departure (uncredited)
- Chain Lightning (1950) - Pub Patron (uncredited)
- Please Believe Me (1950) - Man at Dock (uncredited)
- Outrage (1950) - Country Dance Attendee (uncredited)
- All About Eve (1950) - Sarah Siddons Awards Guest (uncredited)
- Hunt the Man Down (1950) - Bar Patron (uncredited)
- Gambling House (1950) - Man in Corridor (uncredited)
- The Company She Keeps (1951) - Racetrack Spectator in Stands (uncredited)
- Valentino (1951) - Servant (uncredited)
- I Can Get It for You Wholesale (1951) - Bar Patron (uncredited)
- My Forbidden Past (1951) - Party Guest (uncredited)
- I Was a Communist for the FBI (1951) - Communist at Meeting (uncredited)
- The Great Caruso (1951) - Operagoer (uncredited)
- Kind Lady (1951) - Pedestrian (uncredited)
- The Law and the Lady (1951) - Servant (uncredited)
- The Unknown Man (1951) - Courtroom Spectator (uncredited)
- Two Tickets to Broadway (1951) - Nightclub Patron (uncredited)
- My Favorite Spy (1951) - Club Patron (uncredited)
- Meet Danny Wilson (1952) - London Bobby (uncredited)
- Deadline – U.S.A. (1952) - Newspaperman (uncredited)
- Anything Can Happen (1952) - H. Westerly Bellin (uncredited)
- Red Planet Mars (1952) - Mine Owner (uncredited)
- The Quiet Man (1952) - Pub Extra (uncredited)
- Washington Story (1952) - Senator (uncredited)
- Dreamboat (1952) - Bailiff (uncredited)
- Because You're Mine (1952) - Gen. Montal's Aide (uncredited)
- Limelight (1952) - Music Hall Performer (uncredited)
- Something for the Birds (1952) - Senator (uncredited)
- Million Dollar Mermaid (1952) - Ship Passenger on Deck (uncredited)
- Stars and Stripes Forever (1952) - Man at Dancing Masters Convention Concert (uncredited)
- Angel Face (1953) - Courtroom Spectator (uncredited)
- Thunder in the East (1953) - Englishman (uncredited)
- Rogue's March (1953) - Officer at Dance (uncredited)
- Small Town Girl (1953) - Audience Spectator (uncredited)
- Ma and Pa Kettle on Vacation (1953) - Club Patron (uncredited)
- Sangaree (1953) - Pub Patron (uncredited)
- Gentlemen Prefer Blondes (1953) - Wedding Guest (uncredited)
- The Band Wagon (1953) - Drunk Outside Arcade (uncredited)
- So This Is Love (1953) - Man on Stage at Grace's Audition (uncredited)
- Here Come the Girls (1953) - Man in Audience (uncredited)
- I, the Jury (1953) - Fenton Milford (uncredited)
- Those Redheads from Seattle (1953) - Barfly (uncredited)
- Calamity Jane (1953) - Chicagoan (uncredited)
- Give a Girl a Break (1953) - Man Leaving Bar (uncredited)
- Man in the Attic (1953) - Theatre Patron (uncredited)
- Rhapsody (1954) - Audience Member (uncredited)
- Brigadoon (1954) - Townsman (uncredited)
- Désirée (1954) - General Becker (uncredited)
- There's No Business Like Show Business (1954) - Priest on Altar (uncredited)
- A Man Called Peter (1955) - Man at Youth Rally (uncredited)
- The Eternal Sea (1955) - Officer (uncredited)
- Moonfleet (1955) - Guest (uncredited)
- How to Be Very, Very Popular (1955) - Strip Bar Bartender (uncredited)
- It's Always Fair Weather (1955) - Father in Montage / Nightclub Extra (uncredited)
- The Girl Rush (1955) - Casino Patron (uncredited)
- The Girl in the Red Velvet Swing (1955) - Trial Spectator (uncredited)
- Sincerely Yours (1955) - Concert Attendee (uncredited)
- It's a Dog's Life (1955) - Butcher (uncredited)
- Glory (1956) - Derby Spectator (uncredited)
- Bigger Than Life (1956) - Churchgoer (uncredited)
- The First Traveling Saleslady (1956) - Passerby on Sidewalk (uncredited)
- Beyond a Reasonable Doubt (1956) - Juror (uncredited)
- Death of a Scoundrel (1956) - Stock Purchaser (uncredited)
- Top Secret Affair (1957) - Spectator at Senate Hearing (uncredited)
- Gunfight at the O.K. Corral (1957) - Barfly (uncredited)
- Sweet Smell of Success (1957) - Patron at 21 (uncredited)
- The Seventh Sin (1957) - Party Guest (uncredited)
- Les Girls (1957) - Gendarme Outside Courtroom (uncredited)
- The Unholy Wife (1957) - Rodeo Party Guest (uncredited)
- Witness for the Prosecution (1957) - Jury Foreman (uncredited)
- The Last Hurrah (1958) - Man - Plymouth Club Member (uncredited)
- Tarawa Beachhead (1958) - Man in Bar (uncredited)
- Auntie Mame (1958) - Perry (uncredited)
- Compulsion (1959) - Courtroom Spectator (uncredited)
- North by Northwest (1959 ) - Man at Auction (uncredited)
- The Story on Page One (1959) - Courtroom Spectator (uncredited)
- Heller in Pink Tights (1960) - Bonanza Audience Member (uncredited)
- Inherit the Wind (1960) - Courtroom Spectator (uncredited)
- Elmer Gantry (1960) - Extra at Revival Meeting (uncredited)
- Sunrise at Campobello (1960) - Convention Delegate (uncredited)
- Midnight Lace (1960) - Pub Patron (uncredited)
- Cimarron (1960) - Townsman at Schoolhouse (uncredited)
- A Fever in the Blood (1961) - Gubernatorial Delegate (uncredited)
- The Absent Minded Professor (1961) - Man in Crowd (uncredited)
- Ada (1961) - Club Patron (uncredited)
- Judgment at Nuremberg (1961) - Courtroom Spectator (uncredited)
- Incident in an Alley (1962) - Juror (uncredited)
- Mr. Hobbs Takes a Vacation (1962) - Bartender (uncredited)
- The Music Man (1962) - Brighton Townsman (uncredited)
- Hemingway's Adventures of a Young Man]] (1962) - Chef (uncredited)
- The Manchurian Candidate (1962) - Senator (uncredited)
- To Kill a Mockingbird (1962) - Courtroom Spectator (uncredited)
- Twilight of Honor (1963) - Courtroom Spectator (uncredited)
- The Prize (1963) - Guest at Awards Ceremony (uncredited)
- The Best Man (1964) - Man at Pool (uncredited)
- Good Neighbor Sam (1964) - Nurdlinger Servant (uncredited)
- My Fair Lady (1964) - Ad Lib at Church (uncredited)
- Where Love Has Gone (1964) - Mrs. Hayden's Servant (uncredited)
- Shenandoah (1965) - Church Member (uncredited)
- The Cincinnati Kid (1965) - Spectator at Cockfight (uncredited)
- The Oscar (1966) - Academy Awards Guest (uncredited)
- Munster, Go Home! (1966) - Man in Pub (uncredited)
- Hotel (1967) - Hotel Patron (uncredited)